# Edgar J. Kaufmann
Edgar Jonas Kaufmann (auch Edgar J. Kaufmann Sr.) (* 1. November 1885 in Pittsburgh; † 15. April 1955) war ein amerikanischer Unternehmer und Mäzen. Als erfolgreicher Besitzer eines Kaufhauses in seiner Geburtsstadt verfügte er über ausreichende finanzielle Mittel, um sich von namhaften Architekten Gebäude errichten zu lassen. Sowohl sein von Frank Lloyd Wright entworfener Landsitz Fallingwater in Pennsylvania, als auch sein im kalifornischen Palm Springs von Richard Neutra entworfenes Domizil, das Kaufmann Desert House, gingen als bedeutende Bauten des 20. Jahrhunderts in die Architekturgeschichte ein.

## Leben

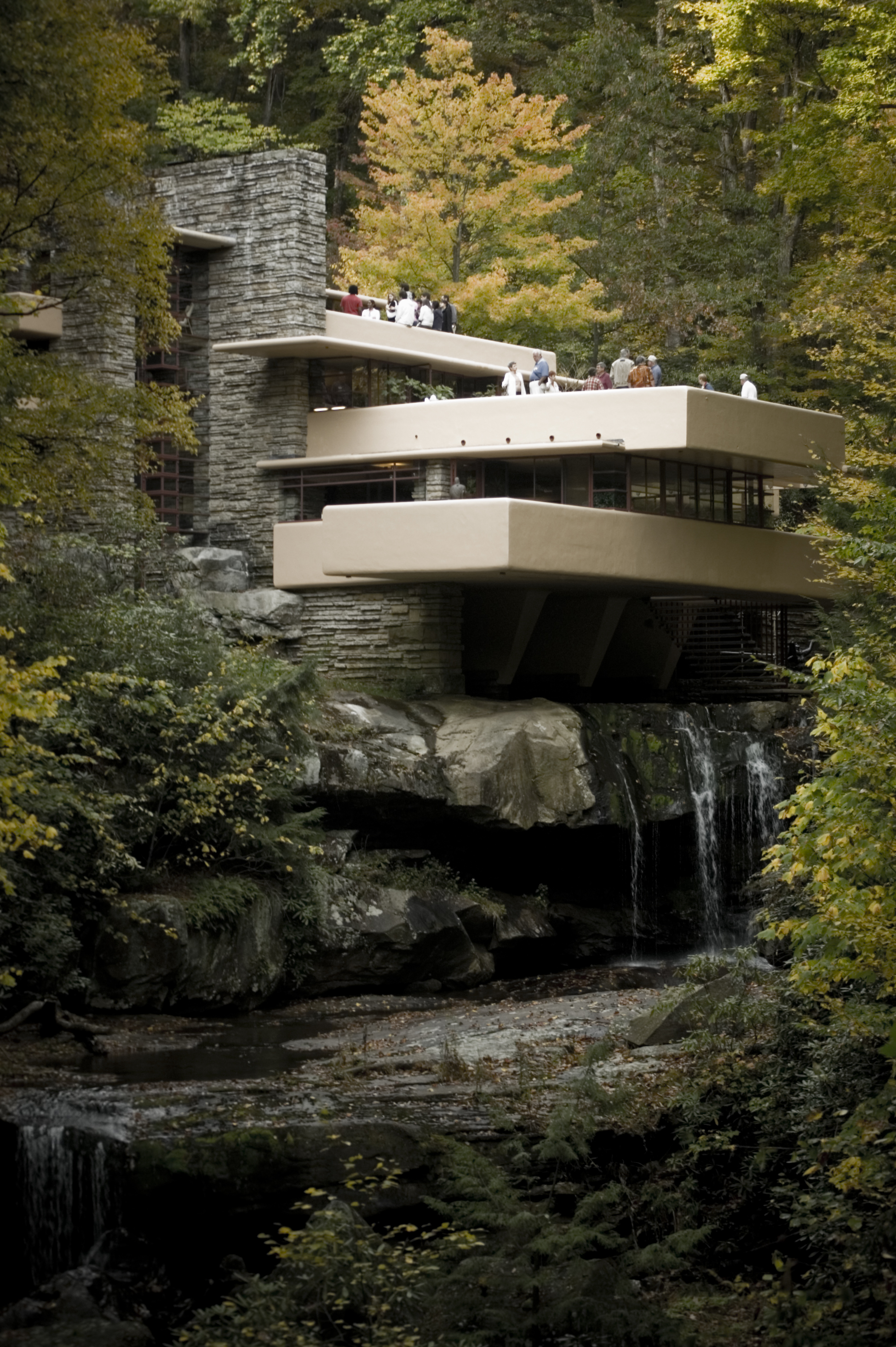
Fallingwater

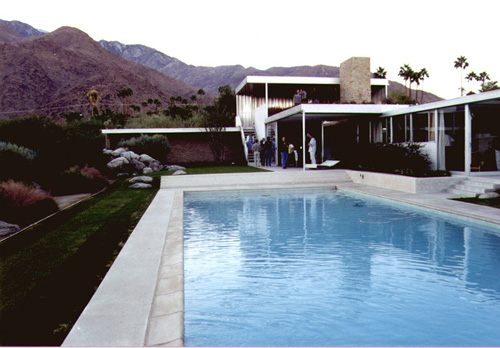
Kaufmann Desert House

Edgar J. Kaufmann kam als Sohn von Morris Kaufmann und seiner Frau Betty, geborene Wolf, in Pittsburgh zur Welt. Er besuchte zunächst die Shady Side Academy in seiner Heimatstadt, bevor er sich als Student an der Yale University einschrieb. Im Rahmen seiner kaufmännischen Ausbildung absolvierte er Praktika in verschiedenen namhaften Kaufhäusern. Hierzu gehörten das Kaufhaus Marshall Field’s in Chicago, die Galeries Lafayette in Paris und die Filiale von Karstadt in Hamburg. 1909 heiratete er seine Cousine Lillian Sarah Kaufmann (1889–1954), die Tochter seines Onkels Isaac Kaufmann und dessen Frau Emma. Ein Jahr später kam der gemeinsame Sohn zur Welt, der ebenfalls Edgar J. Kaufmann hieß. 1913, im Alter von 28 Jahren, übernahm er die Leitung des 1871 gegründeten Kaufhauses Kaufmann’s in Pittsburgh. Begründet wurde das Kaufhaus von den aus Deutschland eingewanderten Brüdern Jacob und Isaac Kaufmann. Edgar J. Kaufmann führte das Kaufhaus bis 1955. Darüber hinaus engagierte er sich vielfältig im sozialen und kulturellen Bereich. So unterstützte er beispielsweise finanziell die Pittsburghs Light Opera Company und spendete 1,5 Millionen Dollar zur Errichtung des Civic Auditorium.
1934 lernte Kaufmann den Architekten Frank Lloyd Wright kennen, zu dessen Studenten Kaufmanns Sohn gehörte. Zwischen Edgar J. Kaufmann und Wright entstand eine enge Freundschaft, die bis zum Tod von Kaufmann andauerte. Wright entwarf zwischen 1935 und 1937 ein neues Büro für Kaufmann, das sich innerhalb seines Kaufhauses in Pittsburgh befand. Die komplette Raumausstattung inklusive Holzvertäfelung und Mobiliar befindet sich heute als sogenannter Period Room im Victoria and Albert Museum in London. Zeitgleich arbeitete Wright an einem Wochenendhaus für Kaufmann in den Allegheny Mountains. Das Grundstück befindet sich zwischen den Ortschaften Mill Run und Ohiopyle und wird von dem Bach Bear Run durchflossen. Kaufmann wünschte ein Gebäude mit Blick auf einen Wasserfall des Baches, ließ sich jedoch von Wright überzeugen, den Wasserfall in das Gebäude mit einzubeziehen. Das nach dem Wasserfall Fallingwater benannte Gebäude diente der Familie Kaufmann bis 1963 als Wochenend- und Ferienhaus, bevor es der Sohn Kaufmanns als Museum der Öffentlichkeit zugänglich machte.
Der gebürtige Österreicher Richard Neutra, ein ehemaliger Mitarbeiter von Frank Lloyd Wright, entwarf ein weiteres im Auftrag von Edgar J. Kaufmann erbautes Wohnhaus. 1946 entstand im kalifornischen Palm Springs das als Kaufmann House oder Kaufmann Desert House bezeichnete Gebäude, das der Familie Kaufmann als Ferienhaus diente. Durch zahlreiche Glaswände bezog Neutra bei seinem Entwurf, ebenso wie Wright bei Fallingwater, die Umgebung in seine Planungen mit ein. Das Gebäude zählt zu Neutras bekanntesten Arbeiten und ist der Öffentlichkeit nicht zugänglich.
In Kalifornien starb er 1955 an einem Krebsleiden.